# Walter Graul
Walter Graul (* 11. November 1913 in Berlin; † Mai 1992) war ein deutscher Journalist. Er war Generalsekretär des Verbandes der Deutschen Presse bzw. des Verbandes Deutscher Journalisten sowie Direktor von Intertext – Fremdsprachendienst der DDR. 

## Leben
Graul, Sohn einer Arbeiterfamilie, besuchte die Volksschule. 1928 trat er der  Sozialistischen Arbeiter-Jugend, 1931 dem Kommunistischen Jugendverband Deutschlands bei. Von 1928 bis 1931 war er Laufbursche und Lehrling im Rechtsanwaltsbüro Landau in Berlin. Von 1931 bis 1934 arbeitete er als kaufmännischer Angestellter bei der Verwertungsgesellschaft für Urheberrechte Gema bzw. Stagma in Berlin, dann von 1935 bis 1939 bei der Rheinisch-Westfälischen Versicherungsgesellschaft in Berlin und anschließend von 1939 bis 1943 bei Benzolvertrieb Berlin. 
Nach der „Machtergreifung“ der Nationalsozialisten 1933 leistete Graul illegale Arbeit in Berlin-Neukölln. 1943 wurde er zum Kriegsdienst in die Wehrmacht eingezogen und geriet 1945 in sowjetische Kriegsgefangenschaft, in der er bis 1949 blieb. Während seiner Gefangenschaft besuchte er eine Antifa-Schule.
1949 kehrte er nach Deutschland zurück und trat der Sozialistischen Einheitspartei Deutschlands (SED) bei. Von 1949 bis 1954 war er Redakteur, Mitglied des Redaktionskollegiums und zeitweise Leiter der Kaderabteilung des Neuen Deutschlands (ND), des Zentralorgans der SED. Graul war auch Sekretär der SED-Betriebsparteiorganisation beim ND. Im Zusammenhang mit der Herrnstadt-Zaisser-Affäre wurde er aller Funktionen entbunden.
Von 1954 bis 1956 war Graul Leiter des VEB Übersetzungs- und Ausschnittsdienstes Globus. Zwischen Mai 1956 und 1960 fungierte er als Generalsekretär bzw. Erster Sekretär des Verbandes der Deutschen Presse (VDP) bzw. Verbandes der Deutschen Journalisten (VDJ). Nach dem Abschluss eines Studiums (1960/61) als Diplom-Gesellschaftswissenschaftler an der Parteihochschule „Karl Marx“ beim ZK der SED wurde er im August 1961 zum Direktor des neu gegründeten Fremdsprachendienstes Intertext. Im November 1979 trat Graul in den Ruhestand und wurde er in dem Amt von Rolf Birkigt abgelöst. Graul war auch Mitherausgeber der Zeitschrift Fremdsprachen.

## Auszeichnungen
- Vaterländischer Verdienstorden in Bronze (1963), in Silber (1973) und in Gold (1983)
- Ehrentitel „Verdienter Aktivist“
- Franz-Mehring-Ehrennadel (1960)
- Orden „Banner der Arbeit“ Stufe I (1979)